# Хроматирование

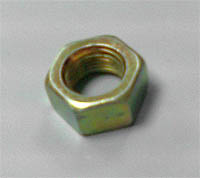
Цвет хроматированной оцинкованной детали

Хроматирование — химическое пассивирование электролитически оцинкованных деталей, заключающееся в кратковременном погружении их в раствор сильных окислителей, обычно — на основе солей хрома, откуда и название, с последующей промывкой водой. Вызывает образование плотной, прочной плёнки оксидов цинка на поверхности оцинкованной детали, что существенно улучшает стойкость её к коррозии. После хроматирования оцинкованная деталь приобретает светло-желтый цвет. Для приготовления растворов для хроматирования широко используется оксид хрома(VI).